# McArthur Peak
McArthur Peak är en bergstopp i Kanada. Den ligger i territoriet Yukon, i den västra delen av landet. Toppen på McArthur Peak är 4 344 meter över havet.
Berget ingår i Saint Elias Mountains. Den högsta punkten i närheten är Mount Logan, 5 890 meter över havet, 9,1 km väster om McArthur Peak. Det finns inga samhällen i närheten.
Trakten runt McArthur Peak är permanent täckt av is och snö.